# Le Guide du voyageur galactique
Pour le roman homonyme, voir Le Guide du voyageur galactique.
Pour le film homonyme, voir H2G2 : Le Guide du voyageur galactique.
Le Guide du voyageur galactique (titre original : The Hitchhiker's Guide to the Galaxy, abrégé notamment en H2G2) est une œuvre de science-fiction humoristique multidisciplinaire imaginée par l’écrivain britannique Douglas Adams. Son nom provient de l’objet symbolique de la série : un livre électronique intitulé Le Guide du voyageur galactique. Née en 1978 sous forme de feuilleton radiophonique, l’œuvre a depuis été déclinée dans de nombreux médias au cours de différentes adaptations : romans, pièces de théâtre, série télévisée, jeux vidéo, bande dessinée, long métrage pour le cinéma.

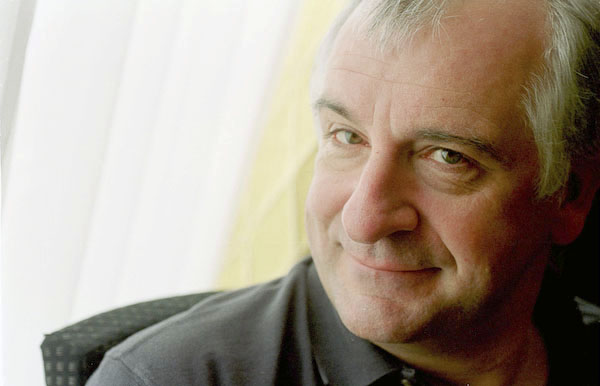
Douglas Adams, l’auteur de la plupart des adaptations de H2G2.

The Hitchhiker’s Guide to the Galaxy, le livre électronique fictif d’où H2G2 tire son nom.

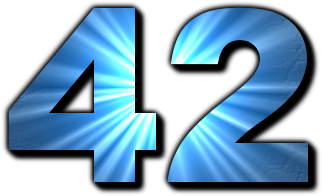
L’ultime réponse à la grande question sur la vie, l’Univers et le reste, élément central de la série.

## Adaptations
- Le feuilleton radio, écrit par Douglas Adams et diffusé sur la BBC en 1978 et 1980, totalise douze épisodes de trente minutes répartis en deux saisons. Une version française fut réalisée en 1995 et est désormais disponible en ligne.
  - La suite du feuilleton radio en trois saisons, composée de dix-huit nouveaux épisodes, est réalisée en 2004 et 2005 par Dirk Maggs (en) à partir des trois derniers romans.
  - La sixième saison du feuilleton radio en six épisodes est diffusée en 2018 et adaptée du livre Encore une chose… d’Eoin Colfer et d’écrits inédits de Douglas Adams.

- Les romans, formant la pentalogie surnommée « trilogie en cinq tomes », écrits par Douglas Adams entre 1979 et 1992 et adaptés librement du feuilleton radio pour les deux premiers :
  1. Le Guide du voyageur galactique (1979, traduction française 1982).
  2. Le Dernier Restaurant avant la fin du monde (1980, traduction française 1982).
  3. La Vie, l'Univers et le Reste (1982, traduction française 1983).
  4. Salut, et encore merci pour le poisson (1984, traduction française 1994).
  5. Globalement inoffensive (1992, traduction française 1994).

  - La nouvelle Le Jeune Zaphod ne prend pas de risques.
  - Le premier tome illustré en images de synthèse, conçu par Kevin Davies (1994).
  - Encore une chose…, un sixième tome écrit par Eoin Colfer (2009, traduction française 2010).
- Plusieurs pièces de théâtre.
- La série télévisée est réalisée par Alan J. W. Bell (en) pour la BBC en 1981.

- Plusieurs jeux vidéo :
  - The Hitchhiker's Guide to the Galaxy, une fiction interactive, développée par Infocom en 1984.
  - Un projet de grand jeu d'aventure, développé par The Digital Village, qui ne verra finalement pas le jour.
  - Deux jeux pour téléphones mobiles en 2005, inspirés directement du film.
- La bande dessinée, adaptée par John Carnell et illustrée par Steve Leialoha, est éditée par DC Comics en 1993.
- Le film est adapté du premier tome par Garth Jennings en 2005.

- Une nouvelle adaptation en série télévisée pour Hulu est en préparation par Carlton Cuse et Jason Fuchs.

## Personnages
Les personnages principaux qui suivent peuvent être retrouvés tout au long des adaptations. Les premiers noms mentionnés sont ceux de la version originale, repris dans les éditions françaises après la sortie du film de 2005. Les seconds entre parenthèses correspondent à la traduction française initiale du livre par Jean Bonnefoy.
- Arthur Dent (Arthur Accroc) : Un des deux derniers survivants de la Terre dans cet univers. Astrostoppeur bien malgré lui, après avoir été sauvé par Ford de la destruction de sa planète. Il se plaint souvent, et ne supporte pas de ne pas boire de thé, en bon anglais qu'il est. Zaphod Beeblebrox le surnomme « L'Homme-Singe ».
- Ford Prefect (Ford Escort) : Astrostoppeur en mission pour le Guide, semi-demi-frère et cousin de Zaphod, et mystérieusement à lui tout seul à l'origine de l'animal aujourd'hui nommé Girafe sur notre planète.
- Zaphod Beeblebrox (Zappy Bibicy) : Président de la Galaxie à mi-temps, poursuivi par les autorités après avoir volé le vaisseau Cœur en Or. Il possède deux têtes et trois bras, est l'inventeur du très fameux Gargle Blaster Pan-Galactique et a pour mission de découvrir le Maître du Monde jusqu'au tome 2.
- Tricia Mc Millan, alias Trillian : Terrienne qui suivit Zaphod Beeblebrox dans l'espace. C'est la deuxième survivante de la Terre, et elle devient journaliste inter-temporelle très célèbre à travers la galaxie dans le tome 5.
- Marvin : Androïde dépressif et paranoïaque. D'après Arthur Dent, Marvin est « le penseur le plus lucide » qu'il connaisse. Souffre d'une douleur permanente sur toutes les diodes du côté gauche, est 37 fois plus âgé que l'Univers lui-même à la fin du tome 4 et affirme être environ 30 milliards de fois plus intelligent qu'un matelas parlant de la planète Sqornshellous Zeta, sachant qu'un matelas de cette planète est aussi intelligent qu'un Terrien très moyen.

### Autres personnages
- Aléa Dent (Random Dent dans le texte original) est la fille d’Arthur Dent et de Trillian. Elle a passé 10 ans avec sa mère, mais un accident temporel fait qu'elle en a probablement plus. Elle a toujours été habituée à voyager, ne jamais être où il faut quand il faut, elle a donc eu beaucoup de mal à s'adapter à la vie sédentaire de son père. Elle rêve de visiter la Terre et se lie vite d'amitié avec le Guide version 2 car elle voit en lui la possibilité d'y aller. Arthur lui en veut depuis qu'elle a cassé sa montre.

## Hommages
- Babel Fish est le traducteur automatique de Yahoo!
- L'ordinateur échiquéen Deep Thought a été nommé en hommage au Guide du voyageur galactique.
- Les écoles d'informatique 42, créées par Xavier Niel, sont nommées en hommage à cette œuvre.
- La série documentaire scientifique d'Arte La réponse à presque tout[2].